# Aniceto Esquivel Sáenz
Aniceto Esquivel Sáenz (Cartago, 18 de abril de 1824 - San José, 22 de octubre de 1898) fue un abogado, comerciante y político costarricense, y el 9.° Presidente de la República de Costa Rica del 8 de mayo al 30 de julio de 1876.

## Biografía
Nació en Cartago, el 18 de abril de 1824. Fue bautizado con el nombre de Aniceto del Carmen. Sus padres fueron Narciso Esquivel y Salazar y Úrsula Sáenz  Ulloa. Contrajo nupcias en San José, Costa Rica, el 29 de febrero de 1856, con Ana Isaura Carazo Peralta, hija de Manuel José Carazo Bonilla y María Toribia Peralta y Echavarría. De este matrimonio nacieron trece hijos: Julia, Jorge Adolfo, Matilde Adela (sor María Caridad de Sion), Roberto, Paulina, Sara, Alfredo, Adriana, Isaura, Aniceto y Rosa Esquivel Carazo.

## Estudios
Cursó estudios en la Casa de Enseñanza de Santo Tomás, donde se graduó como bachiller en Filosofía. Fue catedrático de Latinidad en Cartago en 1844. Posteriormente se graduó de licenciado en Leyes en la Universidad de San Carlos de Guatemala.

## Actividades privadas
Además de ejercer su profesión en forma liberal, se dedicó a actividades comerciales y bancarias con mucho éxito. Fue uno de los fundadores y principales socios del Banco de la Unión, hoy Banco de Costa Rica, que abrió sus puertas en 1877.

## Cargos públicos
Fue juez de hacienda, juez civil de primera instancia de San José, magistrado de la Corte Suprema de Justicia, miembro de las Asambleas Constituyentes de 1859, 1870 y 1880, secretario de Gobernación y carteras anexas (1860-1863 y 1866-1868), Secretario de Relaciones Exteriores y carteras anexas (1868-1869), consejero de Estado (1870-1872), diputado por San José (1872-1876 y 1884-1892) y por Puntarenas (1895-1896) y Presidente del Congreso Constitucional (1886-1889 y 1891).

## Presidente de la República (1876)

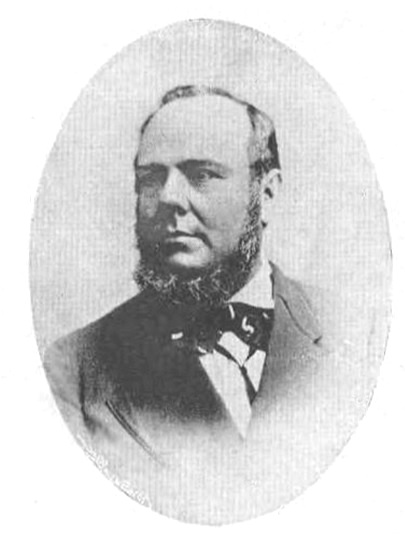
El Presidente Esquivel Sáenz

En las elecciones de abril de 1876, hechas a gusto y sabor del presidente Tomás Guardia Gutiérrez, Aniceto Esquivel Sáenz fue elegido por unanimidad como Presidente de la República para el período 1876-1880. Tomó posesión el 8 de mayo de 1876.
Adoptó una política de conciliación con respecto a Nicaragua y puso fin a la amenaza de guerra entre Costa Rica y ese país. Durante su gobierno también se fijó el 1 de enero como principio del año económico, se firmó el tratado Guardia-Salazar con Guatemala y se declaró Benemérito de la Patria al expresidente Tomás Guardia Gutiérrez.
Se distanció profundamente del general Guardia, que era Comandante en jefe del ejército, y el 30 de julio de ese mismo año fue derrocado por un golpe militar que dirigieron los generales Pedro y Pablo Quirós Jiménez y que llevó a la presidencia a Vicente Herrera Zeledón.

## Fallecimiento
Falleció en San José, el 22 de octubre de 1898 a los 74 años de edad.
El escritor Jorge Francisco Sáenz Carbonell estudió su administración en la obra Los meses de Don Aniceto, publicada en Costa Rica en 2001.
| Predecesor: Tomás Guardia Gutiérrez 1870-1876 | 9.° Presidente de Costa Rica 8 de mayo-30 de julio de 1876 (Derrocado) | Sucesor: Vicente Herrera Zeledón 1876-1877 (de facto) |